# Guido Brunner
Guido Brunner (Madrid, 27 mei 1930 - aldaar, 2 december 1997) was een politicus van Duitse afkomst. Hij was Europees commissaris en ambassadeur.

## Biografie
Brunner was de zoon van een Duitse vader en een Spaanse moeder. Zijn vader werkte, namens de Weimarrepubliek, als ambassadeur in Spanje, maar moest gedwongen vertrekken na het aantreden van kanselier Franz von Papen. De vader van Brunner ging werken in de zakenwereld. Guido groeide op in Madrid en volgde het onderwijs in Madrid en later in München. Tot en met 1954 studeerde hij Rechten in Madrid en vervolgens tot 1955 aan de universiteit van München. In 1955 behaalde Brunner magna cum laude zijn doctoraat. Tijdens zijn studietijd was hij aangesloten bij de jongerenafdeling van de Freie Demokratische Partei (FDP).
Tussen 1955 en 1960 was Brunner achtereenvolgens werkzaam als diplomaat in Bonn, Liverpool en Madrid. Vervolgens was hij tussen 1960 en 1968 vertegenwoordiger namens West-Duitsland bij de Verenigde Naties. In 1968 werd Brunner benoemd tot hoofd van de afdeling Technologie en Wetenschap van het Duitse ministerie van Buitenlandse Zaken. Tussen maart 1970 en april 1972 was hij woordvoerder van hetzelfde ministerie. In 1972 werd hij benoemd tot hoofd planning op het ministerie. In deze functie was Brunner onder meer verantwoordelijk voor de Duitse delegatie bij de Conferentie voor Veiligheid en Samenwerking in Europa.
In november 1974 werd Brunner, na het aftreden van Ralf Dahrendorf, benoemd tot Europees commissaris namens West-Duitsland. Hij kreeg de portefeuilles Energie, Wetenschap, Onderzoek, Onderwijs en Euratom. Brunner bekleedde deze functie tot januari 1981. In die maand werd Brunner adjunct-burgemeester van Berlijn. Vanwege de overwinning van het CDU enkele maanden later moest Brunner plaats maken.
- Biblioteca Nacional de España: XX1057542
- Biografisch Portaal: 08875011
- Gemeinsame Normdatei: 1081573864
- International Standard Name Identifier: 0000 0000 6637 3599
- Library of Congress Control Number: n85065991
- Nationale Bibliotheek van Israël: 987007388032905171
- Nederlandse Thesaurus van Auteursnamen: 067718329
- Parlement.com: vhyheb93awzd
- Système universitaire de documentation: 114684928
- Virtual International Authority File: 74309083
- WorldCat: E39PBJvhtQjCGvqgcFHWjVG8md

 Guido Brunner ·  Richard Burke ·  Claude Cheysson ·  Étienne Davignon ·  Antonio Giolitti ·  Finn Olav Gundelach ·  Wilhelm Haferkamp ·  Roy Jenkins ·  Lorenzo Natali ·  François-Xavier Ortoli ·  Christopher Tugendhat ·  Raymond Vouel ·  Henk Vredeling
 Albert Borschette* ·  Guido Brunner ·  Claude Cheysson ·  Ralf Dahrendorf* ·  Jean-François Deniau* ·  Cesidio Guazzaroni ·  Finn Olav Gundelach ·  Wilhelm Haferkamp ·  Patrick Hillery ·  Pierre Lardinois ·  François-Xavier Ortoli ·  Carlo Scarascia-Mugnozza ·  Henri Simonet ·  Christopher Soames ·  Altiero Spinelli* ·  George Thomson ·  Raymond Vouel 
  * afgetreden 